# Theridiosoma davisi
Theridiosoma davisi är en spindelart som beskrevs av Archer 1953. Theridiosoma davisi ingår i släktet Theridiosoma och familjen strålspindlar. Inga underarter finns listade i Catalogue of Life.